# Station Songgom

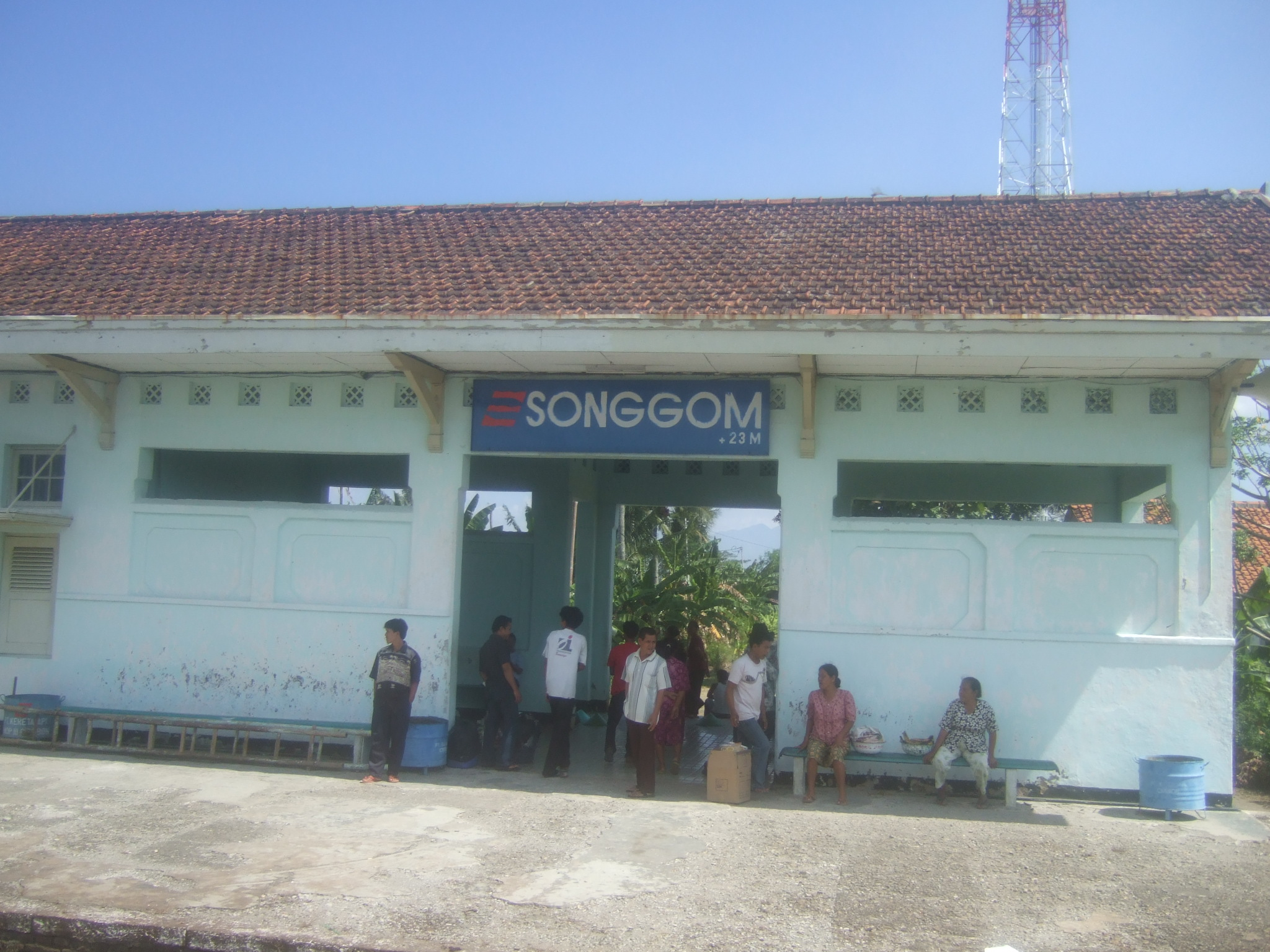
Station Songgom (2007).

Songgom is een spoorwegstation in de Indonesische provincie Midden-Java.

## Bestemmingen
- Kutojaya Utara: naar Station Kutoarjo en Station Jakarta Tanahabang
- Progo: naar Station Yogya Lempuyangan en Station Jakarta Pasar Senen
- Senja Bengawan: naar Station Solo Jebres en Station Jakarta Tanahabang
- Gaya Baru Malam Selatan: naar Station Jakarta Kota en Station Surabaya Gubeng